# Pannaria sphinctrina
Pannaria sphinctrina är en lavart som först beskrevs av Jean François Montagne, och fick sitt nu gällande namn av Hue. Pannaria sphinctrina ingår i släktet Pannaria och familjen Pannariaceae.   Inga underarter finns listade i Catalogue of Life.